# Chaltwassergletscher

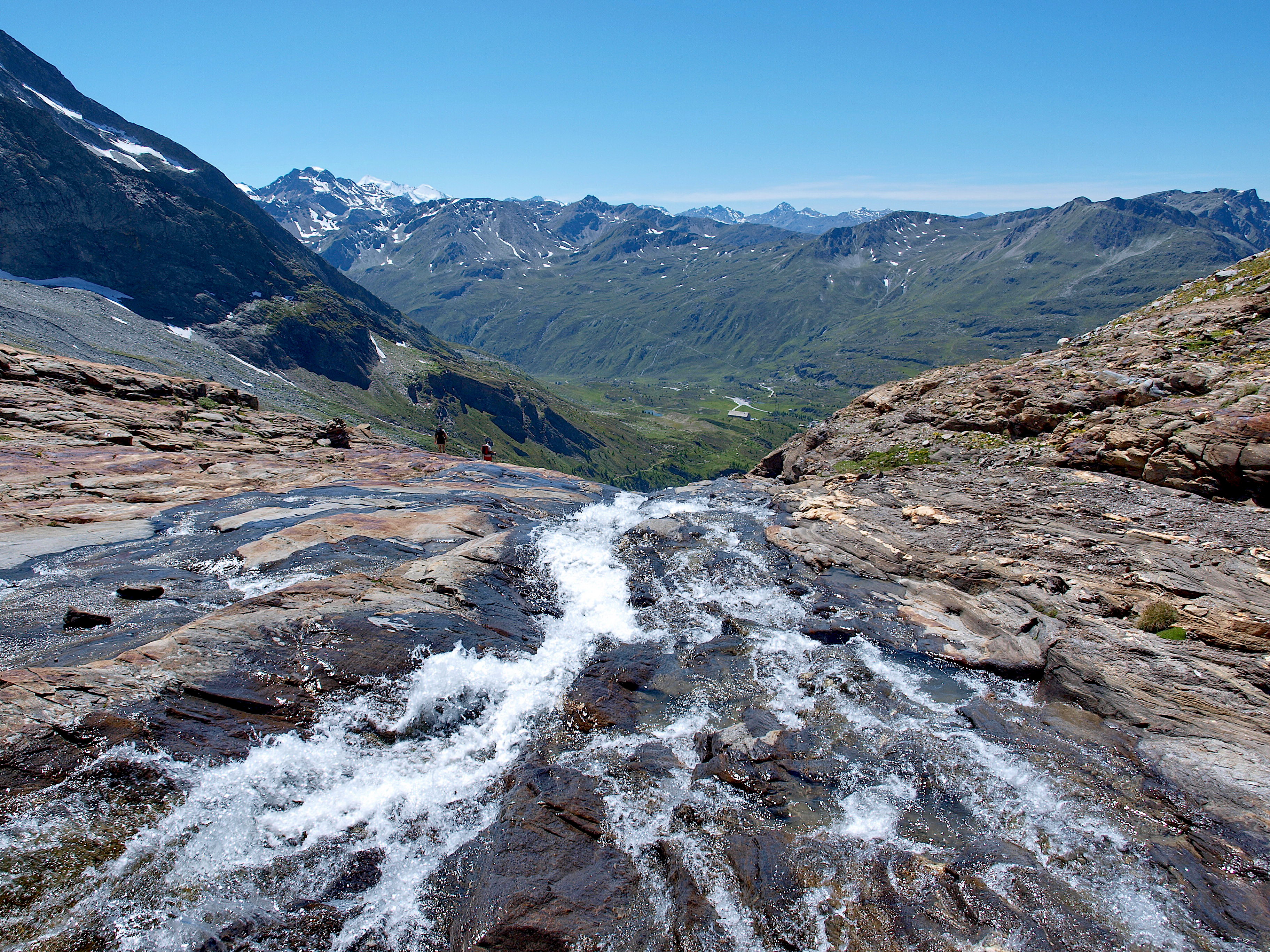
Chaltwasser
Bildmitte der Simplonpass und das Hospiz (2011)

Der Chaltwassergletscher liegt am Nordhang des 3553 m ü. M. hohen Monte Leone im Schweizer Kanton Wallis.

## Geographie
Der Gletscher reicht von der Spitze des Monte Leone bis zum gleichnamigen See, dem Chaltwassersee, der auf 2756 m ü. M. liegt. Am Chaltwassergletscher wurde in früheren Zeiten Eis abgebaut. Ein Zeuge dieser Arbeiten ist der abgebildete, alte Steinturm, der als Seilbahnverankerung diente. Von hier wurde Eis bis an die unter Napoleon gebaute Simplon-Passstrasse befördert. Auf alten Zeichnungen aus der Postkutschenzeit ist zu sehen, wie der Chaltwassergletscher bis an die Stelle des abgebildeten Steinturmes reichte.

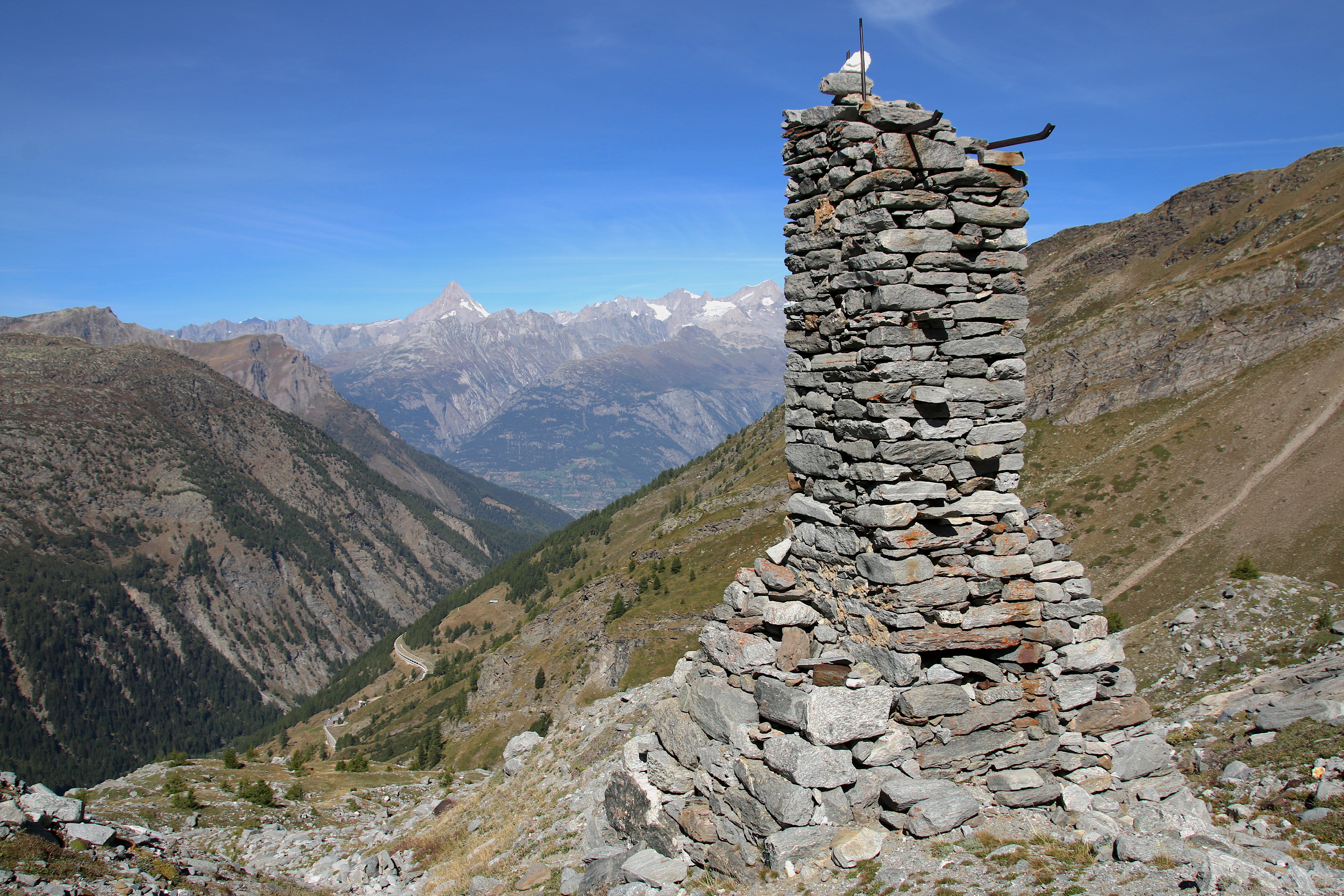
Überreste aus der Zeit des Eisabbaues am Chaltwassergletscher

Der Chaltwassergletscher liegt auf der Wasserscheide zwischen dem Po und der Rhone. Dem Chaltwassergletscher entspringen die Chalti Wasser, mehrere Bäche, die schlussendlich die Simplon-Passstrasse bei der Chaltwassergalerie passieren und in der Taferna zusammenfliessen. Das Wasser fliesst weiter über die Saltina und die Rhone ins Mittelmeer. Ein kleiner Teil des Wassers des Gletschers fliesst über den Torrente Cairasca, die Diveria, die Tosa, den Tessin und den Po in die Adria.
Vom Chaltwassersee führt ein Pfad über den Chaltwasserpass nach Italien. Nördlich und oberhalb des Chaltwassersees befindet sich die Monte-Leone-Hütte des Schweizer Alpen-Clubs, von der aus man den Chaltwassergletscher einsehen kann. Die Landesgrenze zwischen der Schweiz und Italien verläuft von der Monte-Leone-Hütte, vorbei am Chaltwassersee und quer über den Chaltwassergletscher bis zur Spitze des Monte Leone.